# Smyk

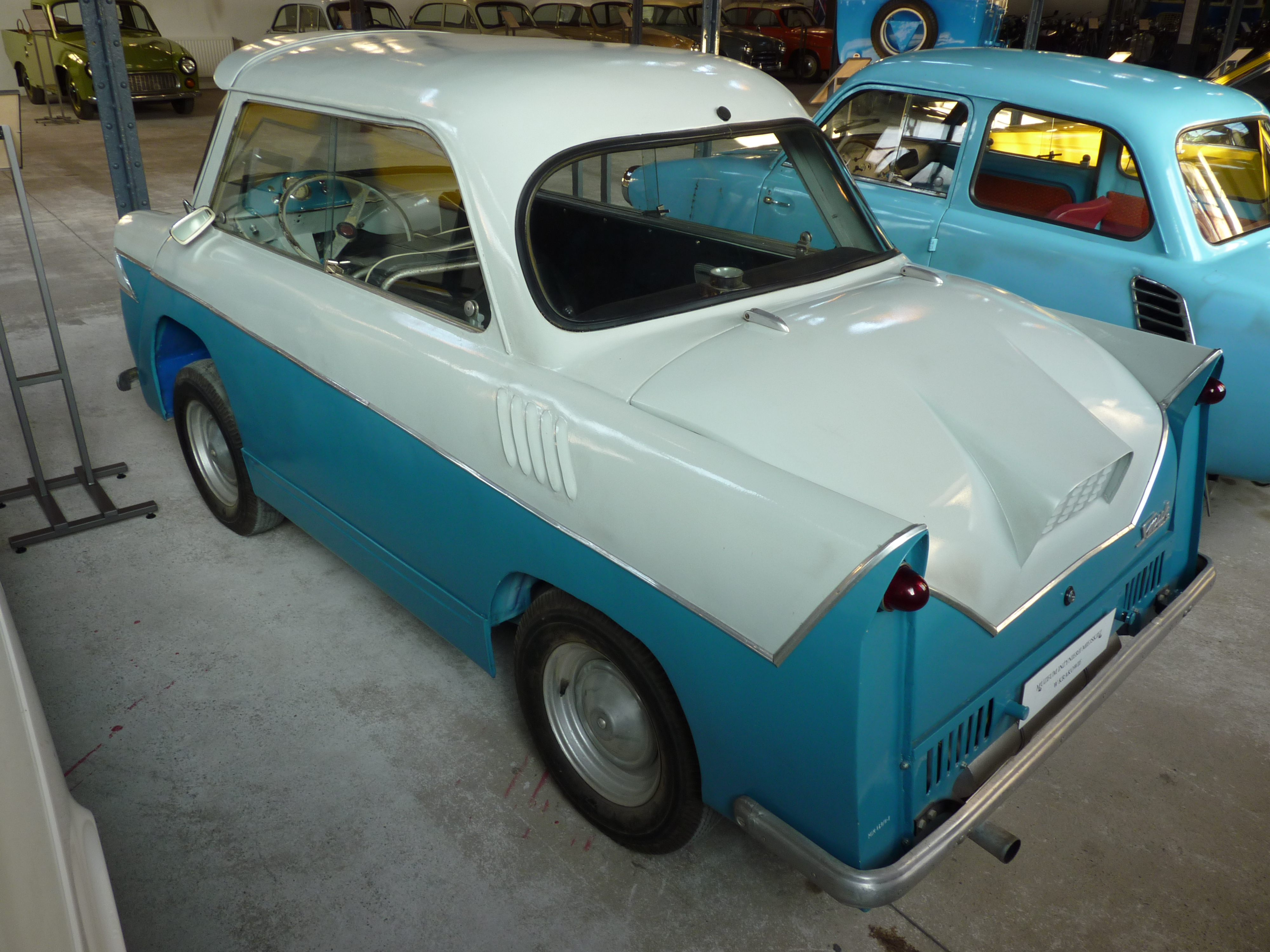
SFM Smyk au Musée de l'ingénierie urbaine à Cracovie

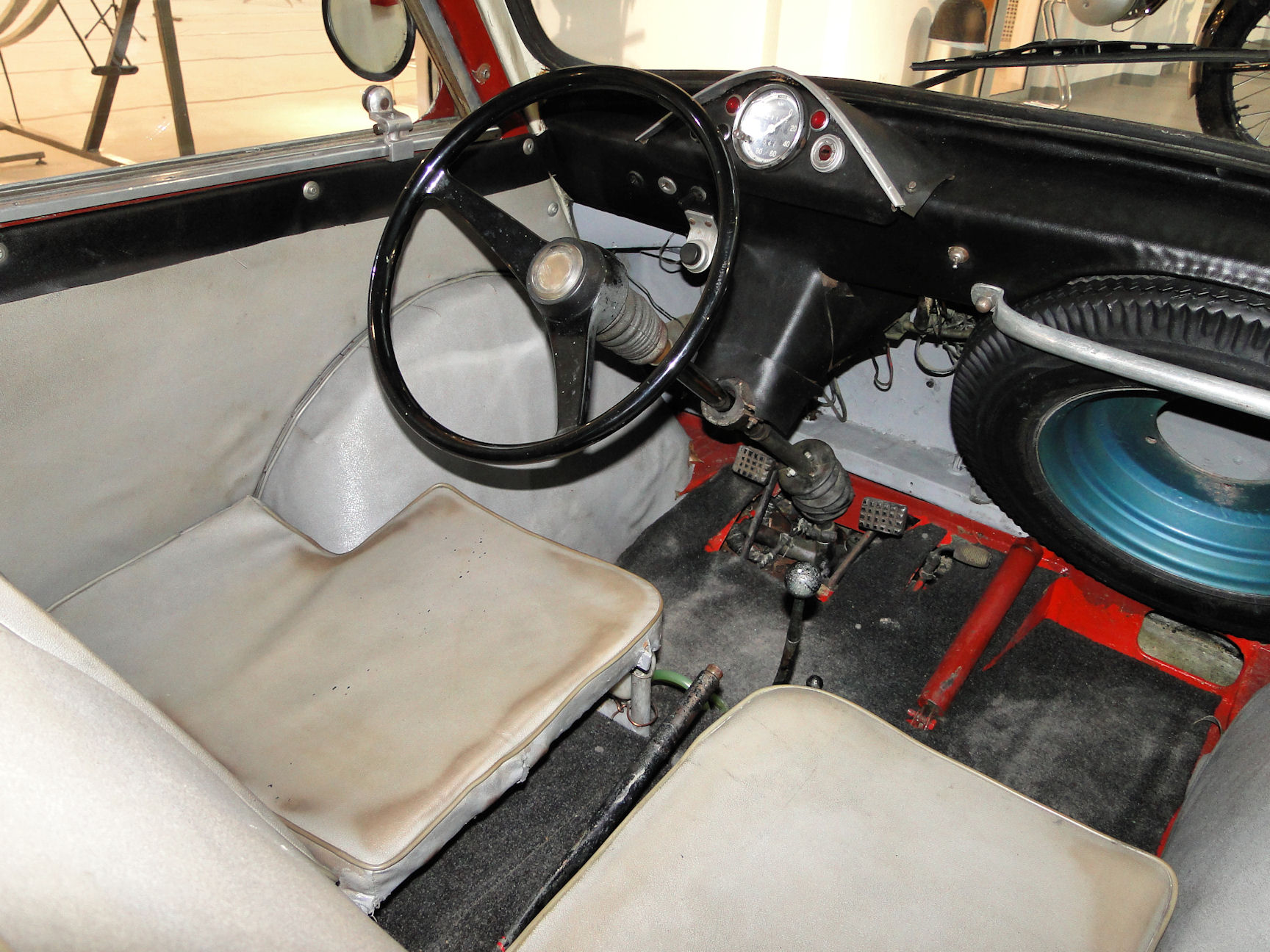
L'habitacle

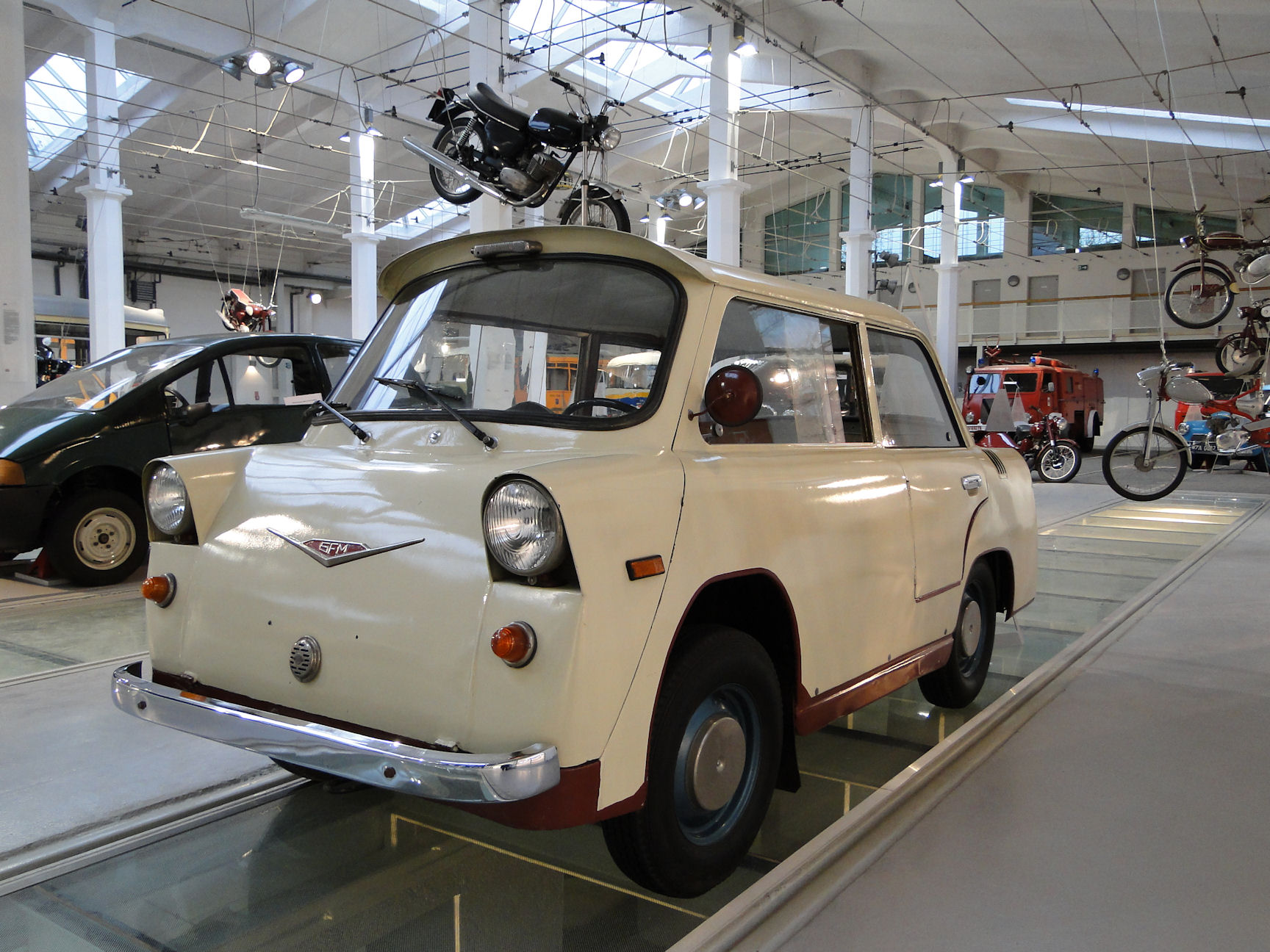
Smyk au Musée de la technique et de communication à Szczecin

Smyk est un prototype de voiture conçu en 1957 par le Bureau de Construction de l'Industrie Automobile (en polonais Biuro Konstrukcyjne Przemysłu Motoryzacyjnego).

## Description
La Smyk est le fruit du projet de créér une voiture quatre places la moins chère possible. Sa construction est d'une grande simplicité. L'unique portière avant se trouve en façade du véhicule et s'ouvre vers le bas, il y a aussi une porte passagers à l’arrière gauche. 
La voiture n'est pas dotée de coffre et le tableau de bord ne contient que le compteur de vitesse, le voyant de la charge de batterie et le levier des clignotants avec un voyant. Propulsé par un moteur de 349 cm3, le prototype est équipé de suspensions indépendantes. Les roues sont composées de deux pièces, l'intérieure en alliage léger sert de moyeu, l'extérieure est en acier. Un exemplaire a été doté d'une carrosserie en matériau composite. Il était prévu de lancer la production en série à Szczecin mais le projet a été abandonné au profit de la Mikrus MR-300. Seuls 17 Smyks ont été fabriquées.

## Fiche technique
- Moteur
  - cylindrée: 349 cm3
  - alésage: 75 mm
  - course du piston: 75 mm
  - taux de compression: 6,8
  - puissance maximale: 15 ch (11 kW) à 5 500 tr/min
  - couple maximal: 24 N m à 4 000 tr/min

- Dimensions
  - empattement: 1 700 mm
  - voie avant: 1 100 mm
  - voie arrière: 1 100 mm
  - masse: 470 kg[1]

- Performances
  - vitesse maximale: 70 km/h[1]
  - consommation: 5 litres/100 km[1]

## Exemplaires préservés
- Musée de l'ingénierie urbaine à Cracovie
- Musée de la technique et de l'industrie à Varsovie
- Musée de la technique et de communication à Szczecin